# José Ángel Vidal
José Ángel Vidal Martínez (Padrón, 28 ottobre 1969) è un dirigente sportivo ed ex ciclista su strada spagnolo, professionista dal 1993 al 2002.

## Piazzamenti

### Grandi Giri
- Giro d'Italia

1994: ritirato (16ª tappa)
1996: 85º
1997: 78º
- Tour de France

1995: 93º
1996: 109º
1997: 77º
1998: non partito (18ª tappa)
1999: 101º
2000: 50º
2001: 86º
2002: 134º
- Vuelta a España

1993: 81º
1995: 77º
1999: ritirato (2ª tappa)
2000: 93º
2001: 115º

### Classiche monumento
- Milano-Sanremo

1995: 159º
1996: 167º
- Giro delle Fiandre

1996: 104º
2000: ritirato
- Parigi-Roubaix

1998: ritirato
1999: ritirato
2000: ritirato
2001: ritirato
- Liegi-Bastogne-Liegi

2001: ritirato